# 嶋田謙司
嶋田 謙司（しまだ けんじ、1963年5月5日 - ）は、日本の実業家、テレビ・イベント・CMの企画構成作家、プロデューサー、芸能プロモーターである。
ほかテレビ電話芸能オーディションシステム開発者、ジャパンパーソナルファィル開発者、芸能オークション企画運営。

## 来歴
東京都出身、慶応大学法学部中退、國學院大學法学部法律学科卒業後、法学研究員（芸能広告の著作権及び肖像権の管理）。

### 芸能マネジメント
島田オフィス、GSグループ山前五十洋、株式会社ボンド企画などに所属し、子役モデル時代の倉木麻衣・観月ありさ、1980年代『お笑いスター誕生?』（日本テレビ）初代グランプリのＢ＆Ｂ（島田洋七）戸崎事務所後に芸能マネージメントをはじめ数多くの芸能人 (アイドル・タレント・俳優＆女優・歌手・モデル) に携わる。ファッション誌ではViVi（講談社）・JJ（光文社）・CanCam（小学館）・nonno（集英社）・Ray（主婦の友社）などにファッションモデル・ヘアメイクモデルをSP、JJ山本誉子・Seventeen加藤幸子など専属モデルをはじめ数多くのモデルをマネージメント。フジテレビ『オールナイトフジ』のオールナイターズの女子大生やMC梶原真理子、『夕やけニャンニャン 』おニャン子クラブのメンバーの鈴木和歌子ほか3名の、またSMAPが出演していたテレビ朝日『アイドル共和国』の桜っ子クラブの一部やアイドル誌『Momoco』モモコクラブのメンバーの一部をマネージメントしている。
1993年、株式会社日本テレビエンタープライズの日本テレビ音楽学院内ニチエンプロダクションチーフマネージャー。
1994年、ビスコ株式会社（インターワークス）に協力して「近未来通信網実験協議会」NTTキャプテンシステムテレビ電話を利用した遠隔サービス、広告・芸能の企画開発を立案する。
1995年、ネット・PC通信・電話・FAXによる情報提供サービスを開始。写真静止画像・音声を含む個人情報データベースシステムを複合伝送装置と連動させたビスコ（株）と芸能モデルシステムのマーケティングをする。

### 会社設立後
1995年、アド・ワールドエージェンシー株式会社の法人設立（出版社のハウスエージェンシー）を行い、ゼネラルマネージャーとなる。
社会貢献できる人材育成で、有料職業紹介業（ファッションモデル・CMモデルなど）、IT系（システム・インフラ・デザイナー等）で一般派遣業の責任者としても活躍。
2001年3月、株式会社新未来の法人を設立してグループ代表となる。
2001年8月、スクールアイドルを探せ!でビジュアルホンPHS＆テレビ電話会議システム（NTTフェニックス通信網株式会社）を、2001年8月、デジタル・イメージキャラクターオーディションでNTTドコモより通信機器キャメッセプチ・エッギィを使用しデジタルカード（プロフィール・プロモーションビデオ＝デジタルビジネス名刺）、2002年8月、業界初 新未来テレビ電話オーディション、月刊芸能情報誌で全国公募（ドコモテレビ電話＝NTTドコモFOMA P2101Vを使用）など、テレビ電話芸能オーディションシステムを使った数多くの人材発掘とした企画を立ち上げ、月刊De☆View・月刊オーディション・テレビ番組等で公表した。
尚、2006年にAKB48テレビ電話オーディションよりも前に設立時にメンバー募集に協力
東京ビッグサイト・幕張メッセ・パシフィコ横浜、インテックス大阪、ポートメッセなごや等でイベントの企画プロデュース。
2014年、AIロボット事業（エンタメロボ、メディアロボ）企画開発エンジニア・プロジェクトマネージャー（※ロボットメディア）。
2015年、新アイドルユニット「チームJOY」企画運営（1期生・2期生のマネージメント）
2018年、FlyStationの空飛ぶアイドル・パフォーマーを企画プロデュース（※会場は FlyStation Japan）や100億円キャンペーン企画・一部出資。
2021年、NFTアート（デジタルアート）制作　新未来ニューアートショップを開店して、長年の芸能専門鑑定としての経験を活かし美術品商としてデジタル個展や若手アーティストの活躍をサポートしている。デジタルカード絵画や写真集・芸能界に特化したカードを発行。
2022年、メタバースアイドルオーディション企画運営。
2023年、新未来原宿オーディションを原宿・表参道の企業とタッグを組んでインフレンサーと原宿アイドル＆スターオークションを企画。
関連会社にテレビ朝日「ラストアイドル」番組終了後に元メンバーをキャスティング。テレビ東京「青春高校3年C組」番組終了後に一部の元アイドル部のメンバーをサポート。
2024年、空飛ぶアイドル×スクールアイドルを探せ！スペシャルプレゼンターの藤岡弘、と１日アンバサダー［ロイ、乕井杏里紗、ゆりえ、星野まおり（東京おとめ太鼓）、石垣諒磨］とワンタイムアイドルがフライとした。
2024年、芸能カードシリーズ「アイドル」「モデル」ほかのPRオーディションやプレゼント企画を公表実施。「プレーリーカード」・「リットリンク∞カード」
2025年1月、アイドルグループ「WHITE SCORPION(ホワイトスコーピオン)」鈴鹿8耐バイクパネルをNIDTオークションでSuccessful bid
2025年3月、フジテレビ『オールナイトフジコ』最終回、ラストステージ『フジコーズ卒業式2025』 卒業検定問題を考案1問採用される（FOD生配信）

## 人物
- 幼少期に品川区戸越銀座・武蔵小山と逗子市の葉山に住んでいた。※葉山マリーナが近いので小型船舶1級免許を所持
- スポーツマンで、野球ではスイッチヒッター、５０ｍ走を５秒台で走る。 高校時代に交通事故にあうが、大学時代でも１０秒代後半（手動計時）で走る。
- 倉木麻衣の父親が幼少期の娘の誕生日プレゼントがないので、大きなぬいぐるみを贈った。
- テレビ番組企画構成で無償で企画協力をして、自社の所属タレントをタイアップで出演するなどテレビ関係のプロデューサー・ディレクターと協力していた。CMスポンサーなど企画力が評価され表舞台に出ない裏方としてタレントを支えているマネージャーである。
- 自動車でドライブが好きなようで、欧州・米国のスポーツカーや大型車を運転していた。※大型自動車免許・自動二輪車免許所持
- 携帯電話関連会社やアパレルブランドや美容関係・宝飾関係との付き合いから無償でイメージキャラクター・イマージガール・PRモデルオーディションなどを企画提案して集客売り上げアップする義理人情が厚い。近年ではスペシャルサポーターやアンバサダーなど3社タイアップで行うなどを行っている。（スーパーファッションブランド、マツエクなど）